# گمینا بوبولیتسه
گمینا بوبولیتسه (به لهستانی:  Gmina Bobolice) یک گمینا در لهستان است که در شهرستان کوشالین واقع شده‌است. گمینا بوبولیتسه ۳۶۷٫۷۴ کیلومتر مربع مساحت و ۹٬۹۰۵ نفر جمعیت دارد.